# Canal thaï

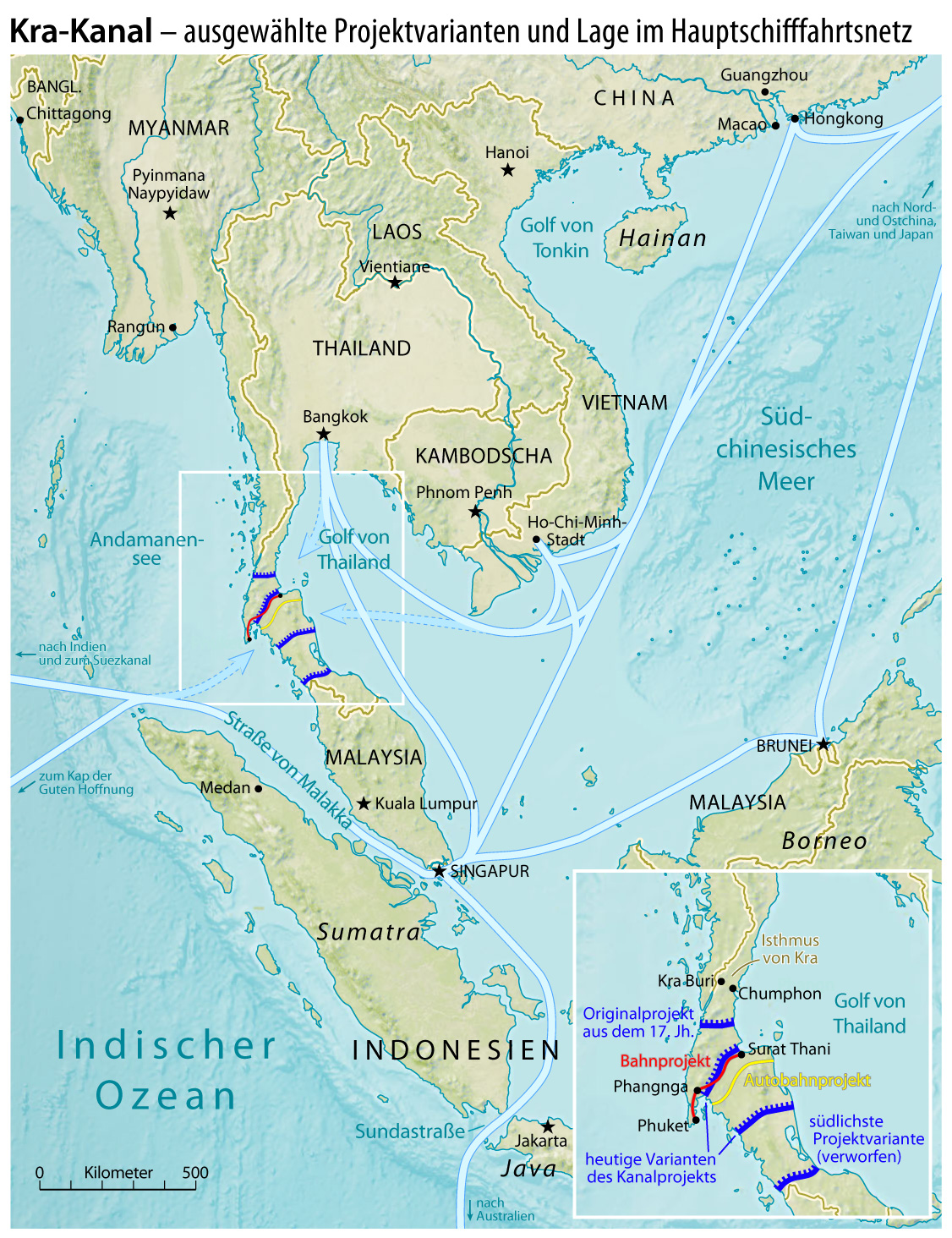
Tracés proposés pour le canal thaï. La route thaïlandaise 44 est indiquée en jaune, tandis le projet de ligne ferroviaire est en rouge.

Le canal thaï ou canal de Kra (thaï : โครงการคลองไทย) est un projet de canal coupant l'isthme de Kra en Thaïlande. Il offrirait une voie plus courte entre la mer d'Andaman et la mer de Chine méridionale, en évitant aux navires de faire le tour de la Malaisie. Envisagé dès le XVIIe siècle, il a été à nouveau évoqué dans les années 2000.

## Géographie
La largeur minimale de l'isthme de Kra est de 44 km et l'altitude d'environ 75 m, ce qui est très comparable au canal de Panama qui est long de 77 km avec un point le plus haut, la Coupe Gaillard, à 64 m au-dessus du niveau de la mer. Le canal passe aujourd'hui ce point à 12 m (fond du canal) et 26 m (niveau de l'eau), les navires devant être élevés de 26 m par des écluses. Le canal de Suez est long de 192 km, mais il traverse une région plate (historiquement envahie par les flots).
La longueur terrestre du canal proposé se situerait entre 50 et 100 km selon le tracé choisi. À une profondeur de 25 m sous le niveau de la mer, la largeur de l'isthme de Kra est d'environ 200 km. Pour 50 m de profondeur, cette largeur passe à environ 400 km.

## Histoire
Percer l'isthme de Kra a été proposé dès 1677 à l'époque du roi Louis XIV. Le roi du Siam Narai le Grand avait demandé à l'ingénieur français de Lamar d'étudier la possibilité de construire un canal pour relier Songkhla à Marid (aujourd'hui en Birmanie), mais l'idée fut abandonnée, car impraticable avec les moyens de l'époque. En 1793, elle refit surface : le jeune frère du roi Rama Ier suggéra qu'il serait ainsi plus facile de protéger la côte ouest du royaume pour les navires de guerre. Au début du XIXe siècle, la Compagnie anglaise des Indes orientales s'intéressa elle aussi à un canal dans la région, lorsqu'elle se fut emparée de l'actuelle région de Tanintharyi à l'issue de la première guerre anglo-birmane (1826). Victoria Point (aujourd'hui Kawthaung), à l'embouchure de la Kraburi, était le point le plus au sud des possessions britanniques et une exploration fut entreprise après 1863, avec des résultats négatifs. En 1882, le constructeur du canal de Suez Ferdinand de Lesseps visita la région mais le roi Chulalongkorn (Rama V) ne l'autorisa pas à faire une étude détaillée car il voyait dans ce projet de canal une intrusion étrangère nuisant à la souveraineté du Siam. En 1897, le Siam et les Britanniques tombèrent d'accord pour ne pas construire de canal à cet endroit, de manière à ne pas nuire au rôle régional du port de Singapour.

## Développements récents
Au XXe siècle, l'idée a resurgi à plusieurs reprises, avec un tracé différent, plus au sud, entre la baie de Bandon près de Surat Thani à l'Est et Phang Nga à l'Ouest. Le dernier tracé proposé est encore plus au sud, à travers les provinces de Nakhon Si Thammarat et de Trang. Si le canal est réalisé, on estime qu'il créera un essor économique pour la région environnante et le pays tout entier. Il entrerait directement en compétition avec les ports du détroit de Malacca comme Port Kelang et Singapour. Cela suscite des rumeurs de complot, selon lesquelles Singapour et la Malaisie achèteraient les hommes politiques thaïs pour retarder le projet au parlement à Bangkok.
En 2005, un rapport interne préparé par le secrétaire américain à la Défense Donald Rumsfeld et obtenu par The Washington Times a dévoilé un projet de financement complet du canal par la Chine, avec des installations portuaires et des raffineries chinoises, faisant partie de sa stratégie du « collier de perles » de bases avancées et de sécurité énergétique. Le projet chinois prévoit dix ans de construction pour environ 30 000 personnes et un coût compris entre 20 et 25 milliards de dollars.
En 2020, le gouvernement thaïlandais semble préférer la construction d'un port en eau profonde sur chaque façade maritime, reliés par une liaison routière et ferroviaire de 96 km ou 128 km,, mais la Chine maintient la pression pour réaliser le projet de canal.

## Intérêt géopolitique
Ce projet donnerait la possibilité au trafic maritime de contourner le détroit de Malacca, l'une des zones de piraterie les plus actives dans le monde. La Chine pousse à la construction du canal afin de faciliter et sécuriser ses routes d'approvisionnement en hydrocarbures, craignant que le détroit de Malacca puisse être bloqué par les États-Unis.